# ACRV1
ACRV1‏ (Acrosomal vesicle protein 1) هوَ بروتين يُشَفر بواسطة جين ACRV1 في الإنسان.